# Canal 13 (Argentina)
Canal 13 de Buenos Aires, mais conhecida pelo nome comercial Río de  la Plata TV, é a segunda maior e mais difundida rede de televisão da Argentina, e um dos 5 canais sediados na Cidade Autônoma de Buenos Aires. Foi fundada em 1 de Outubro de 1960, sendo adquirido pela Artecom em 22 de Dezembro de 1989. Atualmente pertence ao Grupo Clarín.

## Programação
O canal eltrece oferece programação de diferentes gêneros em seus programas, focando principalmente em entretenimento, ficção e jornalismo. A programação da emissora começa às 6h30 de segunda a sexta-feira, às 9h aos sábados e as 8h aos domingos.
Os programas de entretenimento são os que têm a maior influência na programação, sendo alguns de maior audiência no país. Os gêneros mais comuns de tais programas na estação são os realitys.

## Slogans
- 1986 - 1988: Tudo num Canal - "Todo un Canal"
- 1988 - 1989: A verdadeira qualidade - "La verdadera calidad"
- 1990 - 1992: Muito Bom - "Muy Bueno"
- 1992 - 1994: Estar próximo é muito bom - "Estar cerca es muy bueno"
- 1994 - 1997: A televisão é parte da sua vida - "La tele es parte de tu vida"
- 1997 - 2000: A Televisão - "La tele"
- 2002 - 2008: Estás em casa - "Estás en Casa"
- 2008 - 2011: Se nós podemos sonhar, podemos ver - "Si lo podemos soñar, lo podemos ver"
- 2013: 20trece. Nosso ano -  "20trece. Nuestro año"
- 2013 - 2014: El Trece está na moda - "El Trece está de moda"
- 2014 - presente: Se prenda ao El Trece - "Prendete a El Trece"
- 2016: Se prenda ao ar do eltrece - "Prendete al aire de eltrece"